# Peștera (okręg Konstanca)
Peștera – wieś w Rumunii, w okręgu Konstanca, w gminie Peștera. W 2011 roku liczyła 1725 mieszkańców.